# UltraVNC
UltraVNC 또는 uVNC는 오픈 소스 원격 관리/원격 데스크톱 소프트웨어 유틸리티이다. 이 클라이언트는 마이크로소프트 윈도우와 리눅스를 지원하지만 서버는 윈도우만 지원한다. VNC 프로토콜을 사용하여 네트워크 연결을 통해 원격으로 다른 컴퓨터를 통제하고 접근한다.

## 리버스 컨트롤
UltraVNC는 UltraVNC Single Click("SC"), PCHelpWare 등 설치 없는 원격 헬프 데스크 옵션이 있다. 다운로드 가능한 미리 구성된 실행 파일을 생성함으로써 동작하며 지원이 필요한 시스템에서 실행된다. 그 뒤 이 애플리케이션들은 지원을 제공하는 시스템에서 실행 중인 서버 소프트웨어로 다시 연결한다.